# David Gallup
David Gallup (* 11. Juli 1808; † 15. August 1883) war ein US-amerikanischer Politiker. Zwischen 1879 und 1881 war er Vizegouverneur des Bundesstaates Connecticut.

## Werdegang
Der Geburts- und der Sterbeort von David Gallup sind nicht überliefert. Auch über seine Jugend und Schulausbildung sowie seinen Werdegang jenseits der Politik geben die Quellen keine Aufschluss. Er lebte in Plainfield im Hartford County und schloss sich der Republikanischen Partei an. Im Mai 1860 nahm er als Delegierter an der Republican National Convention in Chicago teil, auf der Abraham Lincoln als Präsidentschaftskandidat nominiert wurde. 1866 war er Abgeordneter und Präsident des Repräsentantenhauses von Connecticut; im Jahr 1869 gehörte er dem Staatssenat an.
Im Jahr 1878 wurde Gallup an der Seite von Charles B. Andrews zum Vizegouverneur des Staates Connecticut gewählt. Dieses Amt bekleidete er zwischen 1879 und 1881. Dabei war er Stellvertreter des Gouverneurs und Vorsitzender des Staatssenats. Er starb am 15. August 1883.